# Saragossa maroccana
Saragossa maroccana är en fjärilsart som beskrevs av Charles E. Rungs 1952. Saragossa maroccana ingår i släktet Saragossa och familjen nattflyn. Inga underarter finns listade.